# Ronde van de Toekomst 1967
De Ronde van de Toekomst 1967 (Frans: Tour de l'Avenir 1967) werd gehouden van 13 tot en met 23 juli in Frankrijk.
Deze editie van De Tour de l’Avenir startte in Nimes. Op de eerste dag werd in twee delen gekoerst; een rit in lijn van 172 km en daarna een ploegentijdrit van 5,3 km. Vanaf de eerste etappe volgde deze ronde tot in finishplaats Parijs elke dag deels dezelfde route als de gelijktijdig gereden Tour de France. In totaal werden elf etappes verreden waarvan de derde etappe een individuele tijdrit was. 

## Bijzonderheden
- Aan deze ronde deden uitsluitend landenploegen mee bestaande uit elk acht renners. Er waren elf ploegen aan de start. In totaal moest 1530,8 km door de renners worden afgelegd.
- In de ploegentijdrit (etappe 1 deel 2) werden de tijden van de vier eerste renners per ploeg werden samengeteld om tot de uitslag van de etappe te komen.
- Tijdens deze Tour werden een aantal renners betrapt op het gebruik van amfetamine. Op de voorlaatste dag van de ronde werd bekendgemaakt dat vier renners waren betrapt. Dit waren Gino Cavalcanti (7e), Cvetko Bilic (8e), Edouward Weckx (14e) en Gabriel Mascaro (17e). Deze renners werden nog voor de start van de elfde rit uit de strijd genomen. Voor de Spanjaard Mascaro betekende dit dat hij zijn eerste plaats in het bergklassement kwijt raakte. Een dag na de ronde werden nog twee namen toegevoegd aan de lijst van dopingzondaars; de Duitser Andreas Troche (10e) en de Spanjaard Tonio Linares (20e). Beide renners werden uit de einduitslag verwijderd. Merkwaardig hierbij is dat zowel Cavalcanti (9e etappe) als ook Troche (8e etappe) als etappewinnaar gehandhaafd bleven.
- Alle renners hadden voor het begin van de ronde een verklaring moeten tekenen dat ze geen gebruik zouden maken van stimulerende middelen.

## Etappe-overzicht
| etappe         | datum   | start               | finish           | afstand  | winnaar             | klassementsleider |
| -------------- | ------- | ------------------- | ---------------- | -------- | ------------------- | ----------------- |
| 1e deel 1      | 13 juli | Nimes               | Nimes            | 172 km   | Constantino Conti   | Constantino Conti |
| 1e deel 2 (pt) | 13 juli | Nimes               | Nimes            | 5,3 km   | Italië              | Constantino Conti |
| 2e             | 14 juli | Nimes               | Sete             | 118 km   | Leo Duyndam         | Mario Ciaccone    |
| 3e (it)        | 15 juli | Béziers             | Beziers          | 37,3 km  | Fedor den Hertog    | Mario Ciaccone    |
| 4e             | 16 juli | Béziers             | Toulouse         | 184 km   | Claude Guyot        | Constantino Conti |
| 5e             | 17 juli | Saint-Girons        | Luchon           | 96 km    | Arturo Pecchielan   | Constantino Conti |
| 6e             | 18 juli | Bagnères-de-Bigorre | Pau              | 171 km   | Arturo Pecchielan   | Arturo Pecchielan |
| 7e             | 19 juli | Mont-de-Marsan      | Bordeaux         | 130,5 km | Claude Guyot        | Christian Robini  |
| 8e             | 20 juli | Libourne            | Limoges          | 193 km   | Andreas Troche      | Christian Robini  |
| 9e             | 21 juli | Limoges             | Clermont-Ferrand | 213,5 km | Giovanni Cavalcanti | Christian Robini  |
| 10e            | 22 juli | Bourges             | Fontainebleau    | 166 km   | Cyrille Guimard     | Christian Robini  |
| 11e            | 23 juli | Fontainebleau       | Parijs           | 117 km   | Cyrille Guimard     | Christian Robini  |

## Eindklassementen

### Algemeen klassement
| rang | renner            | land                | tijd        |
| ---- | ----------------- | ------------------- | ----------- |
| 1    | Christian Robini  | Frankrijk           | 41u 06' 23" |
| 2    | Constantino Conti | Italië              | op 4' 53"   |
| 3    | Jose Gomez Lucas  | Spanje              | op 6' 16"   |
| 4    | Cyrille Guimard   | Frankrijk           | op 6' 46"   |
| 5    | Fedor den Hertog  | Nederland           | op 8' 24"   |
| 6    | Milos Hrazdira    | Tsjechië            | op 10' 43"  |
| 7    | Arturo Pecchielan | Italië              | op 11' 32"  |
| 8    | Rini Wagtmans     | Nederland           | op 12' 20"  |
| 9    | Derek Harrison    | Verenigd Koninkrijk | op 13' 56"  |
| 10   | Georges Pintens   | België              | op 17' 40"  |
| 17   | John Schepers     | Nederland           | op 31' 26"  |

### Puntenklassement
| rang | renner            | land      | tijd  |
| ---- | ----------------- | --------- | ----- |
| 1    | Cyrille Guimard   | Frankrijk | 134 p |
| 2    | Rini Wagtmans     | Nederland | 127 p |
| 3    | Arturo Pecchielan | Italië    | 96 p  |
| 4    | Mario Giaccone    | Italië    | 88 p  |
| 5    | Claude Guyot      | Frankrijk | 71 p  |
| 7    | Fedor den Hertog  | Nederland | 60 p  |

### Bergklassement
| rang | renner            | land   | tijd |
| ---- | ----------------- | ------ | ---- |
| 1    | Arturo Pecchielan | Italië | p    |

### Ploegenklassement
| rang | land                | tijd            |
| ---- | ------------------- | --------------- |
| 1    | Frankrijk           | 123u 47' 27" p  |
| 2    | Italië              | op 6' 16" p     |
| 3    | Spanje              | op 28' 18" p    |
| 3    | Nederland           | op 34' 16" p    |
| 3    | Verenigd Koninkrijk | op 1u 01' 43" p |